# Sheldon Newhouse
Sheldon E. Newhouse (Wyoming, 11 de dezembro de 1942) é um matemático estadunidense, que trabalha principalmente com sistemas dinâmicos
Newhouse obteve um doutorado em 1969 na Universidade da Califórnia em Berkeley, orientado por Stephen Smale, com a tese On Generic Properties of Differentiable Automorphisms of 2-Sphere. Foi professor da Universidade da Carolina do Norte em Chapel Hill, sendo atualmente professor da Universidade Estadual de Michigan.
Foi palestrante convidado do Congresso Internacional de Matemáticos em Quioto (1990 - Entropy in smooth dynamical systems).

## Publicações
- com Jürgen Moser, John Guckenheimer Dynamical Systems (CIME Lectures Bressanone 1978), Birkhäuser 1980 (darin von Newhouse, Lectures on dynamical systems, S. 1-114)
- com Jacob Palis, Floris Takens Bifurcations and stability of families of diffeomorphisms, Publications Mathématiques de l'IHÉS, Band 57, 1983, S. 1–71
- com Jacob Palis: Bifurcations of Morse-Smale dynamical systems, in M. Peixoto, Dynamical Systems, Academic Press 1973, S. 303-366
- com Francois Ledrappier, Jorge Lewowicz International Conference on Dynamical Systems, Montevideo 1995, Longman 1996
- com Palis Cycles and Bifurcations Theory, Asterisque 31, Societe Mathematique de France, 1976, 44-140.
- Diffeomorphisms with infinitely many sinks, Topology, Band 13, 1974, S. 9-18
- The abundance of wild hyperbolic sets and non-smooth stable sets of diffeomorphisms, Pub. Math. IHES, Band 50, 1979, S. 102-151